# 世界ジュニアゴルフ選手権
IMGアカデミー・世界ジュニアゴルフ選手権は毎年7月にアメリカ・カリフォルニア州のサンディエゴで行われるジュニアゴルファーの世界一決定戦。
大会は1968年にスタート。世界各国から6歳から17歳までの少年少女たちが各世代の世界一を決める。会場のトーリー・パインズ・ゴルフコースには北コースと南コースの全36ホールある。同コースはファーマーズ・インシュランス・オープンと2008年の全米オープンの会場になっている。
過去にはタイガー・ウッズ、ロレーナ・オチョア、アーニー・エルス、フィル・ミケルソン、コーリー・ペイビン、ニック・プライスらが優勝している。